# Bird Week
Bird Week (バード・ウィーク Bādo Uīku?) es un videojuego de acción desarrollado por Lenar y publicado por Toshiba EMI para la videoconsola Family Computer. Fue lanzado en Japón el 3 de junio de 1986.

## Jugabilidad
El jugador controla a un ave intentando atrapar mariposas para alimentar a sus pichones; al alimentarlos cierta cantidad mínima de veces, los pichones crecen y abandonan el nido. Los pichones pueden morir de hambre si no son alimentados deprisa; si esto ocurre el jugador pierde una vida. El jugador también debe procurar esquivar a los depredadores que aparecen en escena; si estos logran capturar al jugador, este pierde una vida.
El juego ofrece dos modos de juego: el modo normal game es el modo de juego normal mientras que el modo study game permite jugar el nivel que el jugador elija y da por finalizado el juego cuando se lo completa.